# トニー・オクスレイ
トニー・オクスレイ（Tony Oxley、1938年6月15日 - 2023年12月26日）は、イングランドのフリー・ジャズ・ドラマーであり、Incus Recordsの創設者の一人である。

## 略歴
オクスレイはイングランドのシェフィールドで生まれた。8歳までに独学でピアニストを目指した彼は、17歳でドラムを演奏し始めた。シェフィールドではヘイドン・クックに教えられた。彼は1950年代にロンドンのロニー・スコッツ・ジャズ・クラブに滞在した後、街へと戻った。1957年から1960年にかけてロイヤル・スコットランド連隊に属するブラック・ウォッチのミリタリー・バンドにいた間、彼は音楽理論を学び、ドラムの技術を向上させた。1960年から1964年まで、彼は地元イングランドで演奏し、カルテットを率いた。1963年、ジョセフ・ホルブルックとして知られるトリオで、ギャヴィン・ブライアーズとギタリストのデレク・ベイリーとの演奏を始めた。オクスレイは1966年にロンドンに移り、ロニー・スコッツのハウス・ドラマーとなった。そこで、ジョー・ヘンダーソン、リー・コニッツ、チャーリー・マリアーノ、スタン・ゲッツ、ソニー・ロリンズ、ビル・エヴァンスなどのミュージシャンと1970年代初頭まで演奏を共にした。彼はゴードン・ベック、アラン・スキドモア、マイク・パインが率いるバンドのメンバーでもあった。
1969年、オクスレイはジョン・マクラフリンのアルバム 『エクストラポレーション』に参加し、ベイリー、ジェフ・クライン、エヴァン・パーカー、ケニー・ホイーラーとクインテットを結成してアルバム『The Baptized Traveller』をリリースした。このアルバムに続いて、グループはポール・ラザフォードをトロンボーンに迎えてセクステットとなり、1970年のアルバム『4 Compositions for Sextet』をリリースした。同年、オクスレイは、ベイリーやその他のミュージシャン協同組合とともに「Incus Records」の設立を支援した。1970年には、オーストラリアのシドニー音楽院で3か月間のアーティスト・インレジデンスの仕事を請け負った。この頃、彼はロンドン・ジャズ・コンポーザーズ・オーケストラに参加し、ハワード・ライリーと協力した。1973年、彼はサウスウェールズ州バリーのジャズ・サマー・スクールで家庭教師となり、1974年に彼はアングラー・アプロン (Angular Apron)というバンドを結成した。1980年代を通じて、彼はトニー・コーおよびディディエ・ルヴァレと手を結び、この10年間の後半にセレブレイション・オーケストラ (Celebration Orchestra)を開始した。オクスレイは1989年にアンソニー・ブラクストンとツアーを行い、セシル・テイラーとの協力関係をスタートした。
1993年、彼はトーマス・スタンコ、ボボ・ステンソン、アンデルス・ヨルミンとのカルテットに参加した。2000年、彼はIvar GrydelandとTonny Kluftenとのトリオによるトニー・オクスレイ・プロジェクト1のアルバム『Triangular Screen』をリリースした。
オクスレイは長い闘病の末、2023年12月26日に亡くなった。

## ディスコグラフィ

### リーダー・アルバム
- The Baptised Traveller (1969年、CBS)
- 4 Compositions for Sextet (1970年、CBS)
- Ichnos (1971年、RCA Victor)
- Jazz in Britain '68-'69 (1972年、Decca Eclipse) ※with ジョン・サーマン、アラン・スキドモア
- Tony Oxley (1975年、Incus)
- The Alan Davie Music Workshop (1975年、ADMW) ※with アラン・デイヴィー
- February Papers (1977年、Incus)
- S.O.H. (1979年、EGO)
- Ach Was!? (1981年、FMP) ※with ウルリッヒ・グンペルト、ラドゥ・マルファッティ
- SOH (1981年、View)
- Nutty On Willisau (1984年、hatART) ※with トニー・コー
- Live at Roccella Jonica (1985年、Ismez/Polis Music) ※with ノーマ・ウィンストン、ケニー・ホイーラー、パオロ・フレス、ジョン・テイラー、パオロ・ダミアーニ
- Tomorrow Is Here Jazzfest Berlin 1985, Live from the Philharmonie (1986年、Dossier)
- The Glider & The Grinder (1987年、Bead) ※with フィリップ・ワックスマン
- Live in Roccella Jonica 1986 (1987年、Ismez/Polis) ※with パレ・ミッケルボルグ、チャーリー・マリアーノ、パオロ・ダミアーニ、ティツィアーナ・ギリオーニ
- Leaf Palm Hand (1989年、FMP) ※with セシル・テイラー
- Bodies (1990年、New Sound Planet) ※with クラウディオ・ファゾーリ、ミック・グッドリック、パレ・ダニエルソン
- Explore (1990年、Splasc(h)) ※with ステファノ・バターリア
- Looking (Berlin Version) Corona (1991年、FMP) ※with セシル・テイラー、ハラルト・キミッヒ、ムニア・アブドゥル・ファター、ウィリアム・パーカー
- In the Evenings Out There (1993年、ECM) ※with ポール・ブレイ、ゲイリー・ピーコック、ジョン・サーマン
- Tony Oxley Quartet (1993年、Incus)
- Sulphur (1995年、Splasc(h)) ※with ステファノ・バターリア、パオリーノ・ダッラ・ポルタ
- The Enchanted Messenger (1995年、Soul Note)
- Deep (1997年、Fish Music) ※with Ekkehard Jost、Reiner Winterschladen、Ewald Oberleitner
- Soho Suites (Recordings from 1977 & 1995) (1997年、Incus) ※with デレク・ベイリー
- Digger's Harvest (1999年、FMP) ※with アレクサンダー・フォン・シュリッペンバッハ
- Papyrus Volume I (1999年、Soul Note) ※with ビル・ディクソン
- Papyrus Volume II (1999年、Soul Note) ※with ビル・ディクソン
- Triangular Screen (2000年、Sofa)
- Nailed (2000年、FMP) ※with エヴァン・パーカー、セシル・テイラー、バリー・ガイ
- Berlin Abbozzi (2000年、FMP) ※with ビル・ディクソン、マティアス・バウアー、クラウス・コッホ
- Floating Phantoms (2002年、a/l/l)
- Cecil Taylor/Bill Dixon/Tony Oxley (2002年、Les Disques Victo)
- GratHovOx (2002年、Nuscope) ※with フランク・グラコウスキ、フレッド・ヴァン・ホーフ
- S.O.H. Live in London (2007年、Jazzwerkstatt) ※with アラン・スキドモア、アリ・ホーランド
- The Advocate (2007年、Tzadik) ※with デレク・ベイリー
- Tony Oxley/Derek Bailey Quartet (2008年、Jazzwerkstatt)
- Live at Jazzwerkstatt Peitz (2008年、Jazzwerkstatt) ※with コニー・バウアー、ジャンルイージ・トロヴェシ、Dietmar Diesner
- Improvised Pieces for Trio (2010年、Big Round) ※with セバスティアーノ・メローニ、アドリアーノ・オッル
- Ailanthus/Altissima: Bilateral Dimensions of 2 Root Songs (2010年、Triple Point) ※with セシル・テイラー
- A Birthday Tribute – 75 Years (2013年、Incus)

ザ・カルテット
- Dedications (1984年、Konnex)
- Relation (1985年、Konnex)
- Interchange (1986年、Konnex)
- Live (1987年、Konnex)